# Тополь чёрный
То́поль чёрный, или Осоко́рь (лат. Pópulus nígra) — вид древесных растений из рода Тополь семейства Ивовые. Дубильное, эфиромасличное, красильное, лекарственное, древесинное, декоративное растение, культивируется в озеленении.

## Название
Видовой эпитет nigra по-латыни означает «чёрный».

## Ботаническое описание

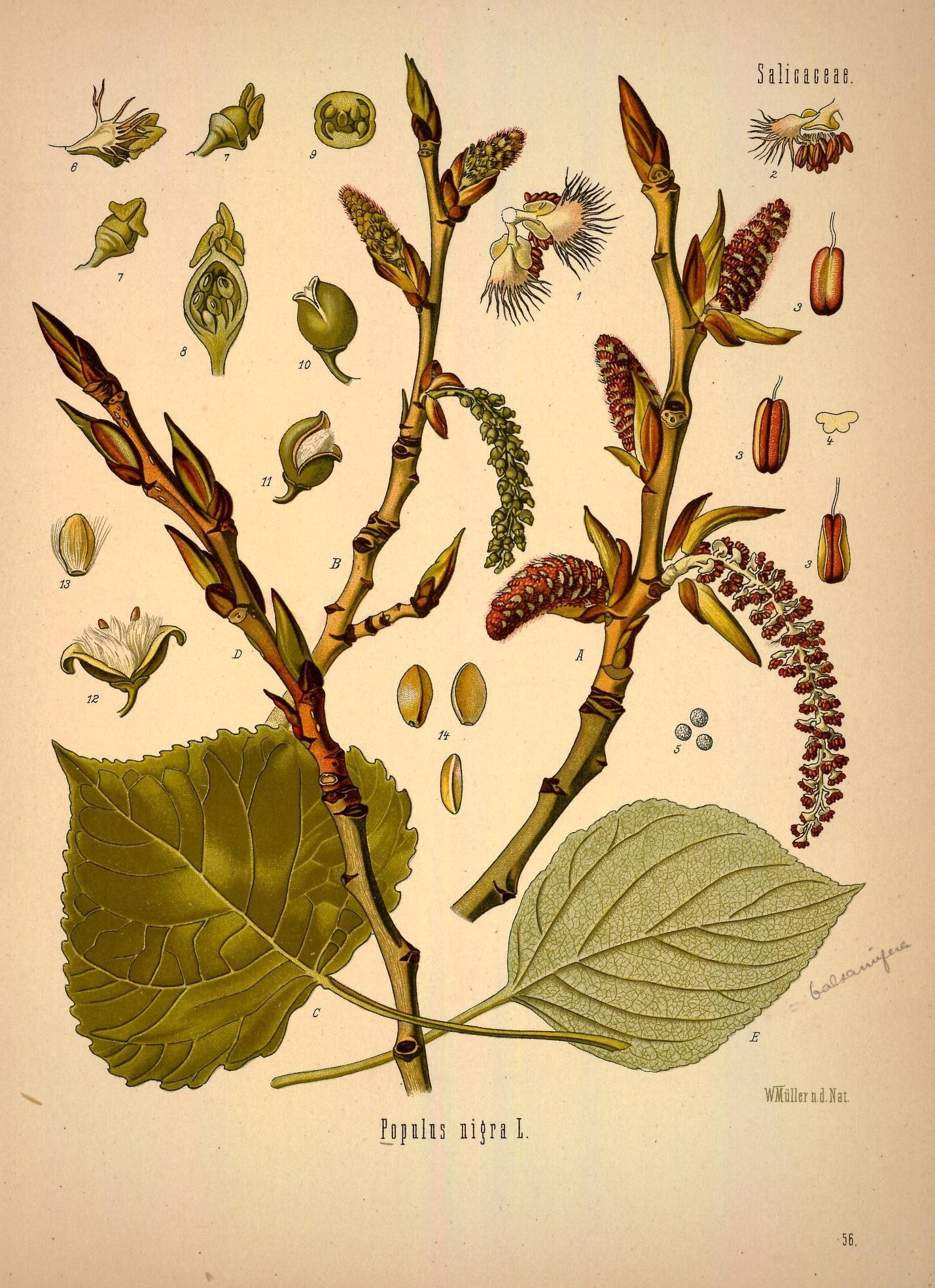

Тополь чёрный — дерево первой величины, достигающее 30—35 м высоты и 1—2 м в диаметре ствола.
Корневая система хорошо разветвлена. Она включает в себя поверхностные и наклонно распространяющиеся корни, от которых отходят глубоко проникающие в почву якорные корни. При заносе самой нижней части ствола песком и илом образуются придаточные корни, формирующие в той или иной мере выраженный второй ярус. Мощная корневая система обеспечивает хороший рост всей массы дерева и вместе с тем придаёт ему высокую устойчивость в период течения паводковых вод и движения льда, а также сильных порывов ветра. Ветровал не характерен для тополя чёрного. Обладает большой способностью образовывать пнёвую поросль.
Ствол одинарный либо развершиненный, более или менее прямой, слабоовальный, у естественных клонов с кривизной. Тип ветвления моноподиальный. У средневозрастных и старых деревьев кора в нижней части ствола толстая — 4—6 см, тёмно-серая, растрескивающаяся, выше по стволу — светло-серая без трещин. Гребни корки прерывающиеся.
Крона чаще широкая или яйцевидная, с толстыми ветвями, особенно в нижней части ствола. Годичные побеги голые, цилиндрические, желтовато-серые, блестящие с беловатыми чечевичками. Порослевые — серовато-зелёные.
Почки многопокровные, почечные чешуи свободные. Терминальные (верхушечные) почки длиной 7—10 (15) мм, удлинённо-овальные, остроконечные, бурые, блестящие, покрытые смолистым налётом, при распускании клейкие и душистые. Боковые почки — мельче, более или менее прижатые, нижние часто с отогнутой верхушкой.
Листья простые, черешковые, цельные, очерёдно расположенные, ежегодно опадающие. Листовые пластинки голые, длиной 4—11 см, шириной 3—9 см, ромбовидные либо овально-треугольные, сверху зелёные, снизу бледнее, с оттянутой верхушкой, реже с коротким заострением, при основании широколиновидные или прямосрезанные. Наибольшая ширина пластинки находится близко от её основания. Отношение длины листовой пластинки к её ширине в среднем равно 1,34. Край листовой пластинки, за исключением основания и оттянутой верхушки, пильчатый (мелкопильчатый, крупнопильчатый, неравнопильчатый), иногда острогородчатый, с железистыми зубцами. Черешки голые, с боков сплюснутые, короче листовой пластинки, при основании пластинок без желёзок. Листовые рубцы сердцевидные. Жилкование листьев перистое. Листовой след трёхпучковый. Эпидерма однослойная. Устьица расположены на обеих сторонах листовой пластинки, но более многочисленны на нижней стороне. Средняя длина замыкающих клеток около 30 мкм. В одной замыкающей клетке содержится 7—10 (12) хлоропластов. Весьма сильно варьируют величина и форма листьев на удлинённых побегах молодых деревьев и на быстрорастущих корневых отпрысках.
Тополь чёрный — двудомное растение. Цветёт в конце апреля — начале мая, почти одновременно с распусканием листьев. Способ опыления — анемофильный (ветроопыление). Соцветия однополые, многоцветковые, висячие серёжки.
Мужские серёжки длиной 6—9 см. Прицветники бурые, обычно голые, 3—5 мм длиной, глубоко надрезанные, бахромчатые. На бледно-зелёном овально-продолговатом диске (торе) 8—30 (45) тычинок с ярко-пурпурными пыльниками. Диаметр окрашенных (набухших) пыльцевых зёрен равен ~28 мкм.
Женские серёжки длиной 5—6 см с 30—40 цветками, сидящими на коротких цветоножках. Завязь до половины или до ²/3 заключена в околоцветник. После оплодотворения цветков серёжки увеличиваются до 8—11 см. В лабораторных условиях при температуре воздуха 18—22 °C семена созревают через 28—30 дней после опыления цветков, в естественных условиях этот период значительно больше.
Плод — одногнёздная многосемянная сухая двустворчатая коробочка длиной 5—7 мм, толщиной 3—5 мм, содержащая 10—12 семян длиной 2—2,5 мм. Семена снабжены пучком шелковистых волосков, способствующих переносу их ветром. Хорошо размножается семенами, которые благодаря своим длинным волоскам разносятся очень далеко. В подходящих условиях даёт густые всходы (до 500 тыс. штук на 1 га). Размножается и вегетативно, корневыми отпрысками; одно дерево может дать до 200 отпрысков. Растёт очень быстро.
Диплоидное число хромосом 2n = 38.

## Географическое распространение
Евразиатский вид.

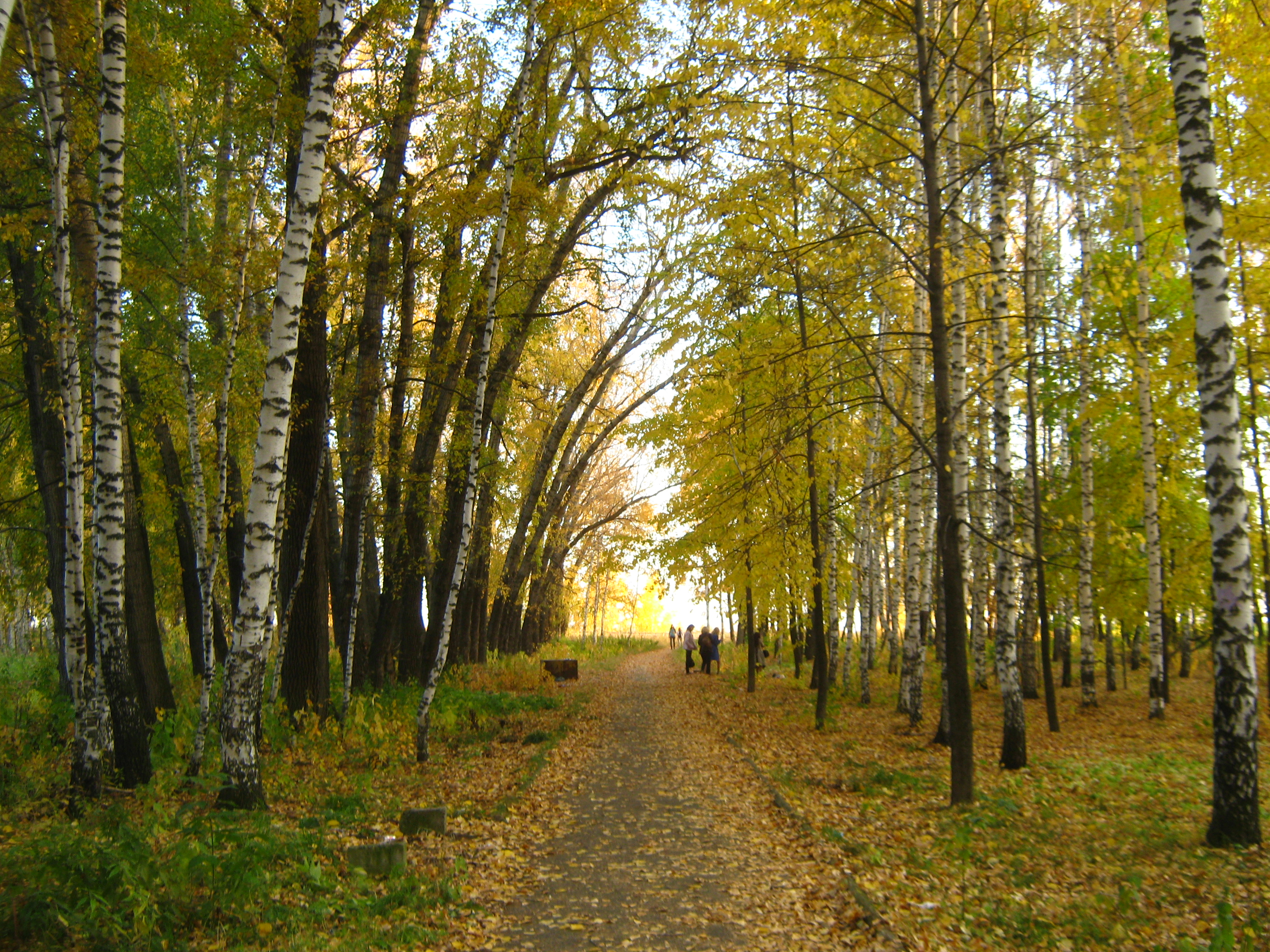
Аллея чёрных тополей в Лагерном саду Томска.

Общий ареал тополя чёрного обширный: Европа, Сибирь (до Байкала), Средняя и Малая Азия, Восточный Казахстан, Западный Китай, Иран, Северная Африка. Культурные формы широко распространены в странах умеренного пояса.
В СНГ занимает территорию европейской части на севере от Гродно, Тулы, Ярославля, Нижегородской области, Кирова, Перми, на юге до Крыма и Кавказа.
В России приурочен главным образом к чернозёмным районам европейской части. В Средней России встречается спорадически, лишь по долинам крупных рек, не выходя за пределы Верхней Волги и верхних течений Днепра и Дона. Растёт одиночно, группами деревьев и небольшими рощами по заливным долинам рек, на галечных и песчаных отмелях и среди заливных лугов, на приречных песках, реже по террасам, также по протокам, старицам и берегам озёр. Образует как чистые, так и смешанные по составу насаждения с тополями белым и лавролистным и ивой белой. Легко переносит засыпание песком нижней части стволов, образуя на засыпанных частях придаточные корни.
Осокорь — представитель равнинных лесов и высоко в горы не поднимается. В редких случаях по горным рекам на Кавказе поднимается до 1500 м на уровнем моря, а на Алтае проникает до высоты 1200 м.
Помимо Восточно-Европейской равнины, распространён на Северном Кавказе и в сибирском регионе — в Западной Сибири и юго-западной части Средней Сибири.
На территории России самой северной точкой распространения дикого осокоря является 64° с. ш. на Енисее, самой восточной — 96° в. д. на Кане (бассейн Енисея).

## Способы размножения и распространения

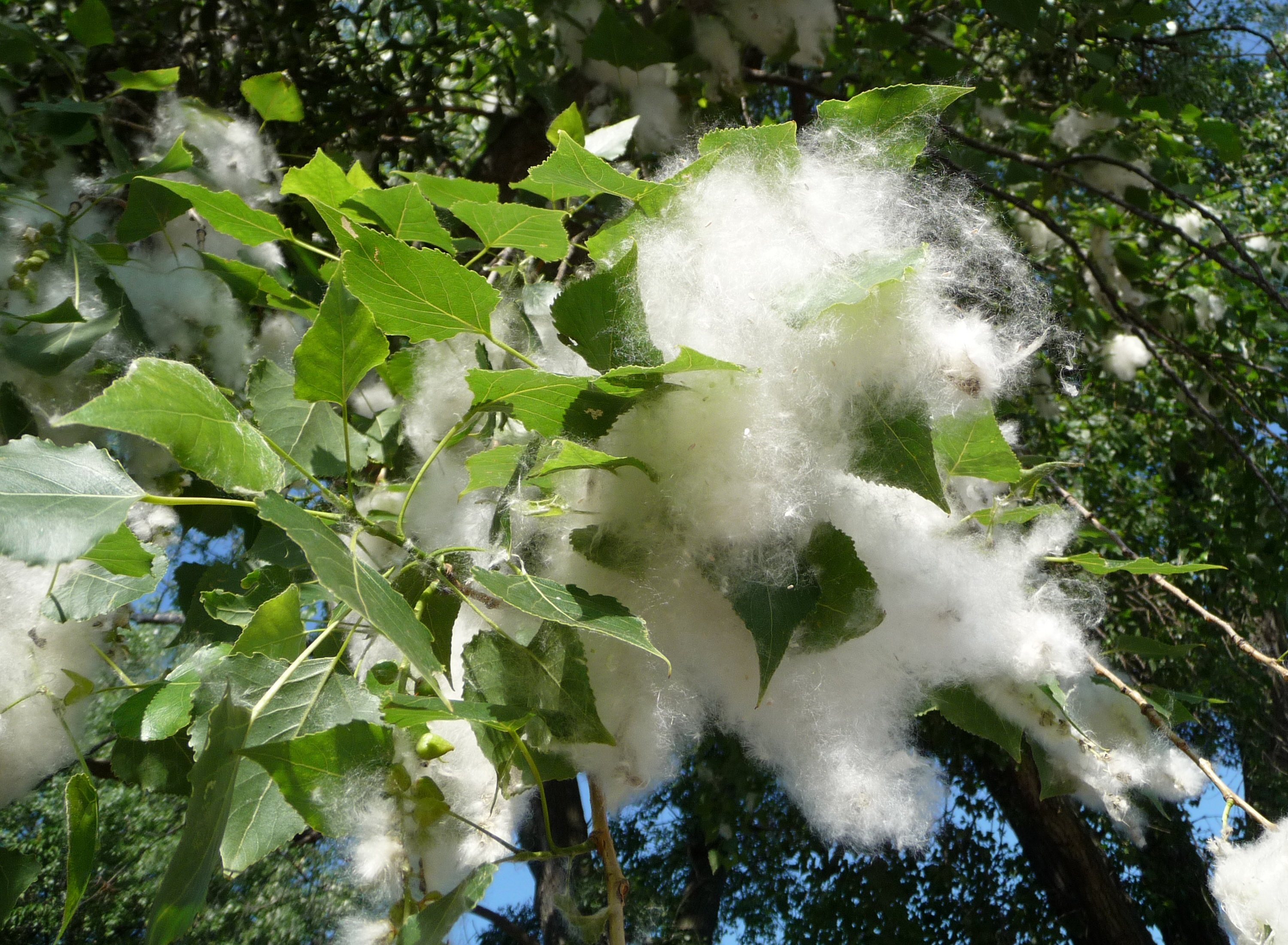
Тополиный пух с семенами на дереве

Тополь чёрный размножается семенами, пнёвой порослью и корневыми отпрысками.
Тополь чёрный — двудомный, перекрёстно опыляемый вид. На одних его деревьях формируются только тычиночные цветки, на других — только пестичные. И лишь в редчайших случаях встречаются однодомные особи. 
Характерной особенностью тополя чёрного, как и других видов рода Populus, является способность производить огромное количество семян и широко их рассеивать, одно дерево даёт около 28 млн семян за год. Деревья начинают плодоносить с 10—15 лет, иногда раньше, но массово продуцируют семена только после 20-летнего возраста.
Сроки созревания семян зависят от географического района и климата. Холодная влажная погода задерживает созревание семян. В тёплую сухую погоду семенные коробочки раскрываются значительно раньше и довольно быстро.
В условиях Средней России плоды обычно созревают в мае — июне.
Каждая коробочка содержит 10—12 семян. В кроне взрослого дерева коробочки раскрываются в течение примерно 3—4 дней. Масса 1000 семян в среднем равна 0,76 г. Снабжённые пучком тонких шелковистых волосков, они легко разносятся ветром на значительные расстояния от материнского дерева, а также успешно распространяются течением речной воды.
Семена осокоря не имеют периода физиологического покоя, но лабораторная всхожесть семян довольно высокая (95—98 %), которая быстро снижается при хранении в комнатных условиях при температуре 18—22 °C. Однако жизнеспособность их можно продлить на 1—2 года, сохраняя при низкой температуре (от −3 до −8 °C) и низкой относительной влажности воздуха (6 %)
Во влажной среде свежие семена набухают через 5—6 ч. Затем кожура у основания семени разрывается и появляется гипокотиль, который в процессе роста изгибается вниз к субстрату. Примерно через 15—18 ч после посева (у некоторых проростков — через 12—14 ч) в основании гипокотиля образуются многочисленные длинные волоски, с помощью которых проросток закрепляется на субстрате. В начале вторых суток в центре основания гипокотиля начинается отрастание зародышевого корешка. С его появлением семядоли, увеличиваются в размере, сильнее разрывают семенную оболочку, постепенно сдвигая, а затем сбрасывая её. Массовое освобождение семядолей от семенной оболочки происходит через 26—30 ч после посева семян. Примерно через 40 ч после посева гипокотиль у абсолютного большинства проростков принимает вертикальное положение, а семядоли полностью раскрываются и обретают нежно-зелёную окраску. После этого заметно усиливается рост главного корня, и на его поверхности появляются корневые волоски — формируется всасывающая зона корня. Примерно через две недели появляется настоящий лист и почти одновременно с ним — второй.
Семенное возобновление является первоначальным этапом формирования естественного насаждения из тополя чёрного. Процесс образования пойменного леса происходит на открытых хорошо освещённых и лишённых травяного покрова песчаных и песчано-галечниковых отмелях. После спада паводковых вод эти отмели обладают хорошей аэрацией, поверхность их достаточно увлажнена и хорошо прогревается в дневное время, субстрат характеризуется нейтральностью и отсутствием засолённости.
Укоренение и выживание молодых сеянцев наиболее успешно происходит в условиях, при которых не происходит их смыва потоками воды, а корни при этом постоянно находятся во влажной среде. Особенно это важно в первые 1—1,5 месяца жизни сеянцев, когда у них слабо развита корневая система и они неустойчивы к засухе. Поэтому при отсутствии оптимальных условий для успешного укоренения и прорастания семян семенное возобновление на конкретном местообитании может произойти не в первый год образования отмелей, а через несколько лет.
В производственных условиях тополь чёрный иногда размножают семенами. Размножение таким способом позволяет выращивать и отбирать высококачественный посадочный материал для создания быстрорастущих насаждений.
Для посева используют свежесобранные семена, очищенные от «пуха». Собирают семена с заранее отобранных быстрорастущих деревьев женского пола без гнили, без морозобойных трещин, с хорошей формой ствола и кроны.

## Экология и фитоценология
Тополь чёрный растёт в поймах рек на влажных аллювиальных песчаных, песчано-галечниковых, супесчаных иловатых почвах. Это преимущественно равнинное растение, хотя и проникает в низкогорье. В Саянах поднимается в горы до 1100 м, на Алтае — до 1200 м над уровнем моря.
В составе пойменных лесов он выполняет важные водоохранные, водорегулирующие, берегозащитные, кольматирующие и санитарно-гигиенические функции.
Осокорь экологически пластичен. В развитии естественного осокоревого насаждения, в зависимости от его возраста, местоположения в пойме и продолжительности затопления выделяют четыре этапа: беспокровные топольники (1—15 лет), топольники-жередняки (20—30 лет), зрелые топольники (40—70 лет), перестойные топольники (80—120 лет).
Тополь чёрный — светолюбивый вид растения. Потребность в хорошем солнечном освещении проявляется уже в процессе прорастания семян и развития проростков: при слабом освещении проростки вытягиваются, становятся хилыми и массово гибнут в первые дни жизни. В смешанных по составу естественных и искусственных насаждениях тополь в борьбе за свет превосходит по интенсивности роста другие одновозрастные с ним виды древесных растений.
Тополь чёрный относится к микротермофитам — холодостойким растениям, приспособленным к существованию в условиях продолжительной суровой зимы, которую они переживают в состоянии покоя, проявляя высокую зимостойкость. Обширный ареал осокоря состоит из нескольких климатипов. Его южные формы теплолюбивы и в условиях Санкт-Петербурга подмерзают. Наиболее зимостойкие популяции тополя чёрного произрастают в Сибири по берегам среднего течения р. Оби, где обнаружена самая северная точка распространения тополя чёрного у д. Тренька Тюменской области, что соответствует 61°20' северной широты.
Тополь чёрный по оценке одних исследователей — гигрофит — растение, живущее в местах избыточного увлажнения почвы и во влажной атмосфере, по другим — мезофит. В целом же осокорь — влаголюбивое пойменное растение. Он хорошо растёт на достаточно влажных почвах (в пределах 60—70 % от полной их влагоёмкости) с уровнем грунтовых вод до 1—1,5 м и, вместе с тем, способен расти, хотя и менее успешно, на почвах с длительно избыточным либо временно недостаточным увлажнением. Особенно требователен он к высокой влажности почвы в период прорастания семян и развития проростков. Взрослые же растения с хорошо развитой корневой системой способны извлекать воду из глубоких горизонтов почвы и поэтому более или менее легко переносят засушливые периоды. Среди тополей осокорь наиболее вынослив к длительному затоплению. Отрицательно сказывается на интенсивности роста и долговечности тополевых насаждений сухость почвы, когда грунтовые воды залегают на глубине более 2—3 м.
По требовательности к плодородию почвы, содержанию в ней минеральных веществ осокорь относят к группе олиготрофов, мезотрофов и мегатрофов. Но это отнесение его к числу видов, малотребовательных к богатству почвы, носит условный характер. Хотя на почвах среднего плодородия растения растут и развиваются нормально, но на более плодородных почвах их биологическая продуктивность значительно возрастает. Тополевые насаждения хорошо растут и продуцируют высокие запасы древесины на богатых гумусом, обладающих хорошей аэрацией и водопроницаемостью некислых почвах (pH 5—7).
Осокорь исключительно отзывчив на улучшение почвенного питания, особенно на внесение полного минерального удобрения.
Засолённость почвы является одним из главных факторов, ограничивающих успешность роста и долговечность тополевых насаждений. Тополи плохо растут на тяжёлых суглинках, на заболоченных и заболачиваемых луговых низинах с застойной водой, на дюнных всхолмлениях с глубоким залеганием грунтовых вод. Не пригодны для культивирования все кислые почвы, подвижные и сухие пески, бедные песчаные, супесчаные, плотные глинистые, подзолистые почвы.
Тополи отрицательно реагируют на уплотнение почвы пешеходами или неумеренным выпасом.
Тополь чёрный редко встречающийся вид, отнесённый к категории таксонов, требующих дальнейшего изучения и биологического контроля на территории Вологодской, Архангельской (включая НАО), и Московской областей.

## Химический состав
Почки тополя чёрного содержат смолу, эфирное масло (до 0,5 %), фенолгликозиды салицин и популин, дубильные вещества, флавоноиды, яблочную и галловую кислоты, аскорбиновую кислоту, лейкоантоцианы и жирное масло.
В коре дерева присутствуют алкалоиды, флавоноиды, дубильные вещества, высшие углеводороды.
В листьях растения найдены терпены, алкалоиды, каротиноиды, фенолкарбоновые кислоты и дубильные вещества.

## Хозяйственное значение и использование
Тополь чёрный обладает целым рядом хозяйственно ценных биологических свойств, что обуславливает его широкое применение в строительстве и промышленности, в озеленении населенных пунктов, лесном хозяйстве, защитном лесоразведении, рекультивации нарушенных ландшафтов, мелиорации для закрепления берегов, откосов, оврагов, а также в медицинских целях.

### Лесоводство
В лесоводстве тополь чёрный используется для получения дешёвой древесины. К двадцати годам на 1 га тополя могут дать такой прирост древесины, какой дубовые и сосновые насаждения дают только к ста годам.
древесина
Физико-механические свойства древесины тополя чёрного из европейской части России по данным литературных источников составляют: плотность — 400—560 кг/м³; предел прочности при статическом изгибе колеблется от 330 до 845 кг/см²; торцевая плотность — от 198 до 290 кг/см². Наиболее высокими физико-механическими свойствами характеризуется древесина тополя чёрного, произрастающего на Украине, в Узбекистане и Саратовской области.
Древесина с буроватым ядром, жёлтой заболонью и коричневатыми прожилками, мягкая и легкая идёт на производство спичек, строительных материалов, доску, клёпку, для выработки фанеры и шпал; употребляется в столярном и токарном производстве для резьбы, изготовления мебели, бондарных изделий, долблёных лодок, корыт, лопат, деревянной посуды, мисок, плошек, ложек и других товаров. Капы стволов — отделочный материал для мебели и поделок. Кроме того, древесина тополя чёрного широко используется в целлюлозно-бумажной и химической промышленности для получения целлюлозы, бумаги и искусственного шелка (вискозы). Выход целлюлозы составляет 50 %.
Кора содержит 3 % дубильных веществ и употребляется для дубления при выделке кож и для окрашивания в жёлтый цвет. Хризин, содержащийся в почках, служит для окрашивания тканей в жёлтый и коричневые тона.
Тополь чёрный издавна привлекал внимание рыбаков как дерево, способное образовывать толстую кору, пригодную для изготовления поплавков к рыболовным снастям под названием «балбера».
В древние времена из тополевого дерева, благодаря присущим ему гибким свойствам, делали воинские щиты.
защитное лесоразведение
В агролесомелиорации тополь чёрный используется для облесения степных районов, укрепления оврагов, берегов рек, посадок вдоль дорог и водоёмов.

### Садово-парковое строительство
Тополь чёрный относится к числу наиболее распространённых видов древесных растений, применяемых в озеленении населённых пунктов и рекультивации. Это обусловлено тем, что он весьма зимостоек, быстро растёт, экологически пластичен, проявляет в условиях города довольно высокие пыле-, дымо- и газоустойчивость. Одно дерево выделяет столько кислорода, сколько 7 елей, 4 сосны или 3 липы; за вегетативный сезон один тополь освобождает атмосферу от 20-30 кг пыли или сажи.

### Медицинское использование
Тополь чёрный (наряду с другими видами тополя — монолиферным (Populus monolifera Ait.), бальзамическим (Populus balsamifera L.), пирамидальным (Populus nigra var. piramidalis Spach)) в качестве лекарственного растения отечественного происхождения включён в фармакопеи России и СССР с I по XI издание.
Лекарственное сырьё
С лечебной целью используют листовые почки тополя — (лат. Gemmae Populi nigrae), а также кору и листья. Почки заготавливают в период сокодвижения, до начала расхождения кроющих чешуй, и высушивают в сушилке при температуре не выше 35 °C или на открытом воздухе в тени. Кору собирают ранней весной с вырубленных деревьев или спиленных сучьев при окультуривании насаждений.
Сырьё состоит из почек длиной около 1,5—2 см, в поперечнике около 4—6 мм. Цвет зеленовато- или буровато-жёлтый, запах своеобразный, смолисто-бальзамический, вкус горьковатый.
В готовом сырье допускается влаги не более 12 %; цветочных почек и ветвей с почками не более 10, в том числе цветочных почек не более 2; минеральных примесей не более 1 %.
Фармакологические свойства
Почки чёрного тополя очень богаты биологически активными веществами, обладающими бактерицидными, противовоспалительными, антиаллергическими, мочегонными, болеутоляющими и антисептическими свойствами. Антисептическое действие почек обусловлено наличием глюкозида популина, который при приготовлении препаратов гидролизуется до бензойной кислоты, являющейся сильным антисептиком. Экспериментально установлено, что при приёме внутрь популина и особенно салицина, полученных из осокоря, резко увеличивается выделение с мочой мочевой кислоты. Кроме того, почки оказывают антисептическое действие на слизистую оболочку бронхов и разжижают мокроту при хроническом бронхите с гнойной секрецией.
Применение
Благодаря широкому спектру действия почки тополя используют для лечения острых воспалительных процессов дыхательных путей и хронического бронхита с гнойной мокротой.
В XIX веке из почек и листьев тополя чёрного получали жидкий экстракт, который употребляли при чрезмерном половом возбуждении, особенно при сперматорее. В народной медицине многих стран препараты из почек тополя чаще всего применяют при заболеваниях мочеполовых органов, циститах, недержании мочи, болезненном мочеиспускании (особенно после операций), болезнях почек, сперматорее, гипертрофии предстательной железы, простатите и как афродизиатическое средство.
При шеечном цистите (воспалении предстательной части мочеиспускательного канала), хроническом уретрите, стриктуре задней уретры, колликулитах наравне с приёмом внутрь препаратов тополя рекомендуют делать инсталляции мочеиспускательного канала или мочевого пузыря масляным экстрактом почек тополя.
Кроме того, препараты из почек тополя применяют при неврозах, различных видах невралгии, артритах, геморрое, атонии кишечника, диарее, простудных заболеваниях, гриппе, а также как средство, регулирующее менструации.
В народной медицине настойку и экстракт почек рекомендуют принимать внутрь при злокачественных опухолях (вместе с другими растениями), туберкулёзе, ревматизме, подагре, цинге, ишиасе, перемежающейся лихорадке, цистите и других заболеваниях мочевого пузыря. Используют также при сперматорее, дисменорее, диарее, простудных заболеваниях и как гемостатическое, седативное, отхаркивающее средство.
Из почек добывают смолистый бальзам, а из экстрактов приготавливают «тополевую мазь» (лат. Populi unguentum, ранее называлась Unguentum Populi) для наружного применения. «Тополевую мазь» применяют в качестве дезинфицирующего, жаропонижающего, отвлекающего, мягчительного средства при подагре, ревматизме, заболевании суставов, трихомонадных кольпитах, стафилококковых и грибковых заболеваниях кожи, фурункулах, ранах, ожогах, язвах, геморрое, трещинах сосков груди, аллопеции. «Тополевая мазь» из свежих почек используют в немецкой медицине как средство при лечении геморроя и ожогов. Летучие фракции фитонцидов из почек обладают протистоцидными свойствами, а водноспиртовая настойка — антиамёбной активностью. Сок из почек и из молодых и зрелых листьев и их ацетоновая и эфирная вытяжки, а также сухие почки, прогретые на водяной бане до 100 °C в течение 1 часа, обладают антибиотическими и протистоцидными свойствами.
Лекарственные формы из почек тополя чёрного применяются для укрепления волос, стимулирования их роста, а также для лечения сухой себореи.
Почки тополя чёрного входят в состав БАД, предназначенной для облегчения отказа от табакокурения «Смоук Стоппер».
Семена тополя («тополевый пух») можно использовать в качестве перевязочного материала, заменяющего вату.

### Другое применение
Эфирное масло из почек (выход до 0,7 %) используют в парфюмерной промышленности, в частности, для отдушки мыла и как фиксатор. Тополевые почки входят в состав рижского бальзама.
Листья тополя чёрного пригодны для дубления кож, изготовления жёлтой краски для тканей. Кора содержит до 8,5 % танинов и красящее вещество хризин, может использоваться для дубления и окраски кож. Из коры толстых стволов делают поплавки к рыболовным снастям.
В прудовом рыбоводстве высушенные и хорошо размолотые годичные побеги тополя чёрного в смеси с другими кормами применяются для кормления рыбы. В высушенных ветвях содержится (в %): сырого белка — 18, сырого жира — 3,2, безазотистых экстрактивных веществ — 47,6, сырой клетчатки 23,6, золы — 6,9.
Листья тополя удовлетворительно поедаются скотом; кору, почки, листья охотно ест бобр.
В пчеловодстве осокорь имеет значение как пергонос, поставляющий пчёлам пыльцу, а также клей. Пчёлы собирают на листьях и почках тополя (также как и на листьях других растений, выделяющих смолы) клейкое вещество, превращаемое ими в прополис, который получает сейчас всё большее признание как ценное лекарственное средство.
Волоски при семенах пригодны как один из компонентов при изготовления фетра и для выделки бумаги.
Плоды яблони и груши, обработанные фитонцидами из листьев тополя чёрного, более устойчивы к заболеваниям, как в период вегетации, так и при хранении.

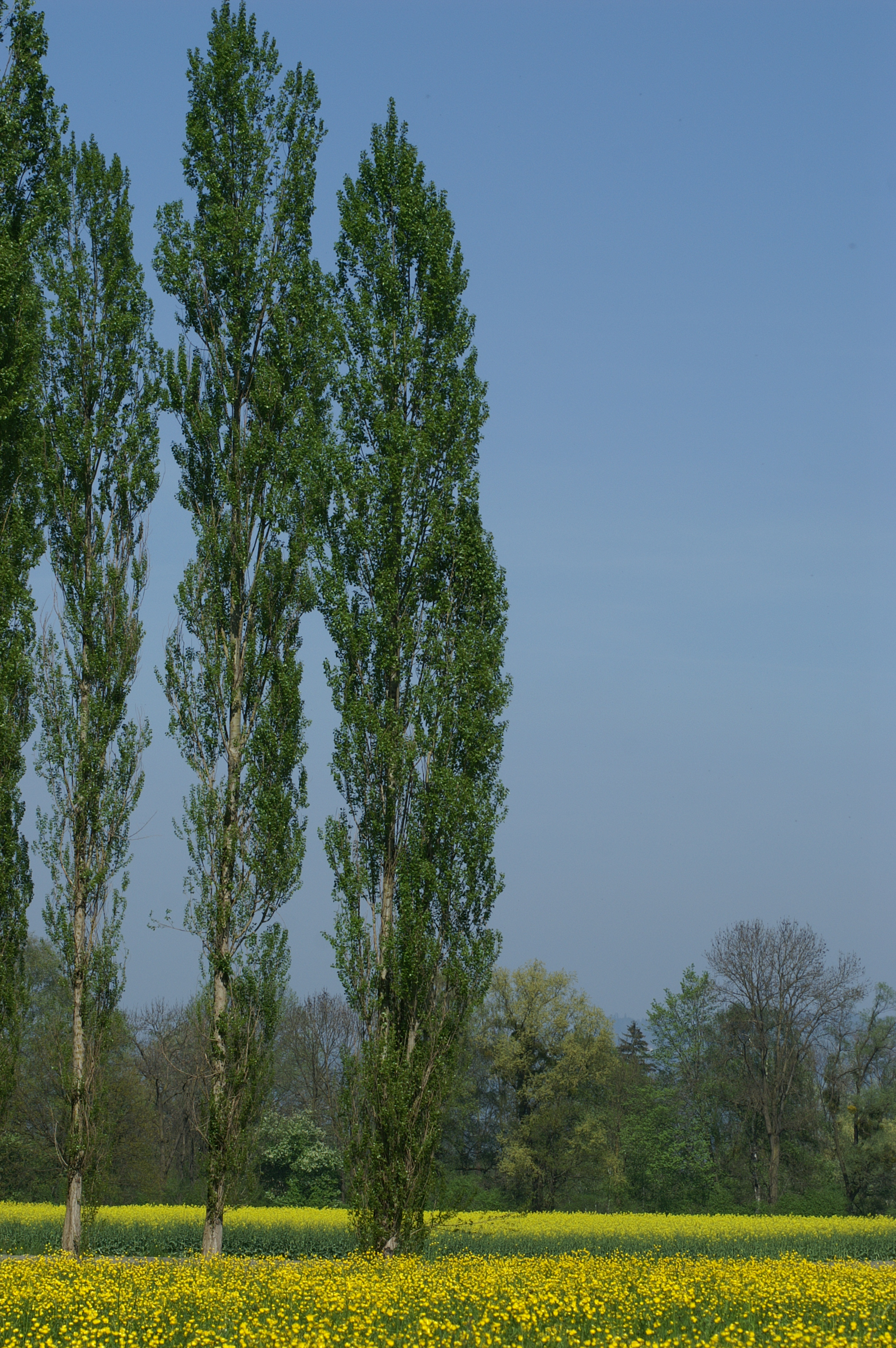
— Тополь пирамидальный, или итальянский

## Классификация
Род Populus L. относится к семейству Salicaceae Mirbel — Ивовые. Различными исследователями предложен ряд классификаций рода Тополь. В России наиболее распространённой является классификация В. Л. Комарова, согласно которой тополь чёрный относится к подроду настоящих тополей Eupopulus Dode, секции Aegirus Aschers — тополи чёрные.
По классификации Международной тополевой комиссии, широко используемой в мире, род Тополь разделён только на пять секций, в которой тополь чёрный относится к секции Aigeiros Doby.
Описан из Средней Европы. Тип в гербарии Линнея.

### Таксономия
- Populus nigra L., 1753, Sp. Pl. : 1034

Вид Тополь чёрный включается в род Тополь (Populus) семейства Ивовые (Salicaceae) порядка Мальпигиецветные (Malpighiales), последовательно входящего в более крупные клады Фабиды → Розиды → Суперрозиды → Эвдикоты → Цветковые растения. Таксономическая схема в соответствии с Системой APG IV по состоянию на июнь 2024 года:
|  |                          |  |                                   |                                   |                  |  | еще 35 семейств | еще 35 семейств |                   |  |                        |  | еще 100 подтвержденных видов и 240 видов, ожидающих подтверждения | еще 100 подтвержденных видов и 240 видов, ожидающих подтверждения |  |
|  |                          |  |                                   |                                   |                  |  | еще 35 семейств | еще 35 семейств |                   |  |                        |  | еще 100 подтвержденных видов и 240 видов, ожидающих подтверждения | еще 100 подтвержденных видов и 240 видов, ожидающих подтверждения |  |
|  |                          |  |                                   | порядок Горечавкоцветные          |                  |  |                 |                 | род Тополь        |  |                        |  |                                                                   |                                                                   |  |
|  |                          |  |                                   | порядок Горечавкоцветные          |                  |  |                 |                 | род Тополь        |  | 1 внутривидовой таксон |  |                                                                   |                                                                   |  |
|  | клада Цветковые растения |  |                                   |                                   | семейство Ивовые |  |                 |                 | вид Тополь чёрный |  |                        |  |                                                                   |                                                                   |  |
|  | клада Цветковые растения |  |                                   |                                   |                  |  |                 |                 |                   |  |                        |  |                                                                   |                                                                   |  |
|  |                          |  | ещё 63 порядка цветковых растений | ещё 63 порядка цветковых растений |                  |  |                 | еще 55 родов    | еще 55 родов      |  |                        |  |                                                                   |                                                                   |  |
|  |                          |  |                                   | ещё 63 порядка цветковых растений |                  |  |                 |                 | еще 55 родов      |  |                        |  |                                                                   |                                                                   |  |

### Синонимы
- Aigiros nigra Nieuwl.
- Populus caudina Ten.
- Populus dilatata Aiton
- Populus fastigiata var. plantierensis Simon-Louis
- Populus flexibilis Rozier
- Populus italica Du Roi
- Populus neapolitana Ten.
- Populus nigra subsp. flexibilis Kamelin
- Populus nigra subsp. pyramidalis Čelak.
- Populus nigra var. caudina (Ten.) Nyman
- Populus nigra var. elegans Bailey
- Populus nigra var. italica Münchh.
- Populus nigra var. neapolitana (Ten.) Nyman
- Populus nigra var. nigra
- Populus nigra var. thevestina (Dode) Bean
- Populus pyramidalis Rozier
- Populus sosnowskyi Grossh.
- Populus thevestina Dode

### Внутривидовые таксоны
- Populus nigra subsp. betulifolia (Pursh) W.Wettst. ex Buttler & Hand

Во многих классификациях также выделялся в качестве самостоятельного таксон Тополь пирамидальный, входящий тем не менее в синонимику основного вида согласно APG IV:
- Populus nigra var. piramidalis Spach (Populus nigra L. var. piramidalis Rozier syn. Populus italica Moench) — Тополь пирамидальный, или итальянский. Часто разводится в садах, парках и по обочинам дорог. Некоторые специалисты рассматривают эту разновидность не как гибрид, а как природный мутант чёрного тополя или принимают за самостоятельный вид. Считается, что он самостоятельно появился во внутренних долинах Апеннин в провинциях Умбрия и Марке, где в диком виде он растёт и сейчас, замещая чёрный тополь. Здесь он выращивался с древнейших времён и отсюда распространился по всему миру[25]. Отличается от чёрного тополя своей высотой, достигающей более 30 м, красивой, узкой, пирамидальной или конической кроной, вверх направленными, прижатыми ветвями и более мелкими ромбическими, очень длинночерешчатыми листьями.